# Archytas

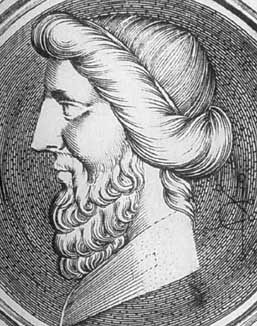
Archytas

Archytas (gr.: Aρχύτας) (Taranto, 428 î.Hr. - Taranto, 347 î.Hr.) a fost filosof, matematician, astronom, strateg militar grec.
A fost discipol al lui Eudoxus din Knidos și al lui Platon și a trăit sub influența atomismului lui Democrit.
Prin Archytas din Taranto, pitagorismul realizează un impact direct chiar asupra lui Platon, deoarece între cei doi se formase o prietenie trainică. Se pare că Archytas deținea în Taranto ca om de stat și comandant o poziție comparabilă cu cea a lui Pericle în Atena și ar fi contribuit la teza centrală din Republica după care filozofii trebuie să conducă statul și societatea.
Archytas a fost un matematician remarcabil, care pe lângă alte realizări a rezolvat problema duplicării cubului, așa cum era formulată de matematicianul grec Hipocrate din Chios și pentru aceasta a inventat mezograful. 
De asemenea, a descoperit curba care îi poartă numele.
A demonstrat că √2 este irațional și este primul care a aplicat geometria în mecanică și aritmetica în muzică.
A continuat opera lui Pitagora determinând raporturile numerice dintre notele tetracordului în trei tipuri de scale: diatonică, cromatică, enharmonică. Diogene Laerțiu spune că el ar fi aplicat pentru prima dată principiile matematice în studiul mecanicii și că a fost inventatorul jucăriilor mecanice -"morișca lui Archytas" a devenit proverbială și este menționată de Aristotel.
Discipol al lui Pitagora, Archytas nu s-a preocupat numai de matematică și de muzică, ci le-a pus în legătură cu alte domenii mai vaste. A susținut credința pitagoreică în extinderea infinită dincolo de cosmos punând următoarea întrebare pertinentă: Dacă aș fi la extremitate, în cerul stelelor fixe, aș putea să îmi întind mâna sau toiagul, ori nu?